# Tine Urnaut
Tine Urnaut (Slovenj Gradec, 3 settembre 1988) è un pallavolista sloveno.
Gioca nel ruolo di schiacciatore nella Powervolley Milano.

## Carriera
La carriera di Tine Urnaut, figlio del pallavolista della nazionale jugoslava e allenatore Adolf Urnaut e fratellastro dei pallavolisti Andrej e Matjaz, comincia nel 2006 quando fa il suo esordio nel massimo campionato sloveno con l'Odbojkarski Klub ACH Volley, dove resta per due stagioni, vincendo due campionati, due Coppe di Slovenia, due Middle European League e un'affermazione a livello europeo, ossia la Top Teams Cup 2006-07. Negli stessi anni ottiene anche le prime convocazioni nella nazionale slovena.
Nella stagione 2008-09 passa alla squadra greca dell'Olympiakos dove vince sia il campionato sia la coppa nazionale. La stagione successiva si trasferisce in Italia, ingaggiato dalla Pallavolo Piacenza, club con il quale si aggiudica la Supercoppa italiana.
Nella stagione 2010-11 viene acquistato dallo ZAKSA Kędzierzyn-Koźle, squadra militante nel massimo campionato polacco; nel 2011 vince la sua prima medaglia con la nazionale, ossia il bronzo all'European League.
Nella stagione 2011-12 viene ingaggiato dall'Umbria Volley di San Giustino, nella Serie A1 italiana, mentre la stagione successiva passa al Callipo Sport Vibo Valentia. Nel campionato 2013-14 va a giocare nella Voleybol 1. Ligi turca con l'Arkas Spor Kulübü, per poi tornare nella Serie A1 italiana per il campionato 2014-15, con la Top Volley di Latina; nel 2015 con la nazionale vince la medaglia d'oro all'European League e quella d'argento al campionato europeo.
Anche nella stagione 2015-16 resta nella stessa divisione, vestendo però la maglia della Trentino Volley di Trento; al termine dell'annata si reca in Qatar, dove partecipa alla Coppa dell'Emiro con l'Al-Rayyan Sports Club. Nella stagione successiva rientra al club trentino, per poi passare al Modena Volley per il campionato 2017-18, sempre in Serie A1, conquistando la Supercoppa italiana 2018.
Nel 2018 fa una breve esperienza in Qatar, nell'Al-Ahly Doha; con la nazionale, nel 2019, conquista la medaglia d'oro alla Volleyball Challenger Cup e quella d'argento al campionato europeo.
Per il campionato 2019-20 si accasa allo Shanghai, nella Chinese Volleyball Super League. Nella stagione 2020-21, a competizioni già iniziate, ritorna in Italia, venendo tesserato dalla Powervolley Milano, con cui vince la Challenge Cup; con la nazionale conquista nuovamente l'argento al campionato europeo 2021, mentre nell'edizione 2023 si aggiudica il bronzo: nel 2023 si aggiudica anche il bronzo alla Coppa del Mondo.

## Palmarès

### Club
- Campionato sloveno: 2

2006-07, 2007-08
- Campionato greco: 1

2008-09
- Coppa di Slovenia: 2

2006-07, 2007-08
- Coppa di Grecia: 1

2008-09
- Supercoppa italiana: 2

2009, 2018
- Top Teams Cup: 1

2006-07
- Challenge Cup: 1

2020-21
- Middle European League: 2

2006-07, 2007-08

### Nazionale (competizioni minori)
- European League 2011
- European League 2015
- Volleyball Challenger Cup 2019
- Memorial Hubert Wagner 2023

### Premi individuali
- 2015 - Campionato europeo: Miglior schiacciatore
- 2016 - Champions League: Miglior schiacciatore
- 2016 - CEV: Miglior giovane dell'anno
- 2016 - OZS: Pallavolista sloveno dell'anno